# Estación de Schaerbeek
La estación de Schaerbeek es una estación ferroviaria belga, situada en la comuna homónima lo Bruselas.
Las líneas 25, 26, 27, 28, 36, 36C y 94 pasan por esta estación.